# Poreč Trophy 2014
Il Poreč Trophy 2014, trentesima edizione della corsa, valida come evento dell'UCI Europe Tour 2014 categoria 1.2, si svolse il 9 marzo 2014 su un percorso totale di circa 149 km. Fu vinto dall'ucraino Maksym Averin, che terminò la gara in 3h32'22" alla media di 42,09 km/h.
All'arrivo 170 ciclisti portarono a termine il percorso.

## Ordine d'arrivo (Top 10)
| Pos. | Corridore         | Squadra        | Tempo    |
| ---- | ----------------- | -------------- | -------- |
| 1    | Maksym Averin     | Synergy Baku   | 3h32'22" |
| 2    | Daniel Biedermann | Gourmetfein    | a 3"     |
| 3    | Matej Mugerli     | Adria Mobil    | a 9"     |
| 4    | Benjamin Edmüller | Gebrüder Weiss | s.t.     |
| 5    | Andrej Rajšp      | Radenska       | s.t.     |
| 6    | Jan Tratnik       | Amplatz-BMC    | s.t.     |
| 7    | Phil Bauhaus      | Team Stölting  | s.t.     |
| 8    | Sergey Nikolaev   | Itera-Katusha  | s.t.     |
| 9    | Tomáš Kalojiros   | Bauknecht      | s.t.     |
| 10   | Davide Mucelli    | Meridiana      | s.t.     |